# Tage Reedtz-Thott
 Der er flere personer med dette navn, se Tage Reedtz-Thott (officer).
H.E. Kjeld Thor Tage Otto lensbaron Reedtz-Thott (13. marts 1839 på Gavnø – 27. november 1923 på Gavnø) var en dansk lensbaron og konservativ politiker, der var Danmarks 15. konseilspræsident (statsminister) fra 1894 til 1897.
I sin korte regeringstid søgte han at opnå et samarbejde med Venstre, men måtte se sig udmanøvreret af sine egne partifæller i Højre på grund af sin forhandlingsvillige linje.

## Valgt til Rigsdagen
Tage Reedtz-Thott var søn af lensbaron Otto Reedtz-Thott (1785-1862) og Karen Julie Elisabeth Frederikke Fønns (1814-1844). Han blev student 1858 og overtog 1862 Baroniet Gaunø. Hans fremragende sociale stilling og tidlig vakte interesse for offentlige anliggender bragte ham snart en række tillidshverv; bl.a. blev han medlem af Præstø Amtsråd 1877, hvilket han var indtil 1895, landboforeningsformand og formand for Godsejerforeningen. Flere gange havde han forgæves stillet sig til folketingsvalg i sin hjemkreds, men havde som højremand ikke kunnet trænge igennem. Derimod valgtes han 1886 ind i Landstinget og blev 6. juni 1892 udenrigsminister i det estrupske ministerium.

## Konseilspræsident
Ved dettes afgang 7. august 1894 dannede han det ny ministerium, i hvilket han selv overtog konsejlspræsidiet og Udenrigsministeriet. Han var kompromissøgende og ivrig efter at nå en forståelse med Venstre udtalte han åbent, at han hellere ville gå af end benytte sig af provisoriske love som sin forhadte forgænger, J.B.S. Estrup. Det var Reedtz-Thotts ønske loyalt at arbejde på det ved forliget mellem Højre og Venstre samme år skabte grundlag, men dette vanskeliggjordes ham i høj grad derved, at ministeriet udelukkende bestod af højrepolitikere og navnlig ved, at der i det optoges flere medlemmer af det estrupske ministerium. I begyndelsen syntes Reedtz-Thott i højere grad end foreneligt med den ny situation bundet af hensynet til Landstingets højreflertal, men efterhånden blev hans stilling som mægler mellem tingene og hans utilbøjelighed til at vende tilbage til de en gang forladte veje klarere udtrykt, ligesom han ved sit forslag til en reform af de direkte skatter og sin over for Folketinget imødekommende holdning under toldlovforhandlingerne i foråret 1897 viste alvorlig vilje til at skabe et nyt grundlag for fremtidens politik. Imidlertid var stillingen blevet meget vanskeliggjort for ministeriet, ved at forligets modstandere havde sejret ved folketingsvalgene 1895, og skønt der inden for det nydannede Venstrereformparti var forskellige elementer, som ønskede at stille sig på en god forhandlingsfod med ministeriet og navnlig modtog dets skattereform med glæde, var der dog også indflydelsesrige kredse inden for partiet, som ønskede ministeriets fald, da man af dets fortsatte virksomhed frygtede en omformning af det bestående partiforhold. I Landstingets højre havde Reedtz-Thott, alt som han nærmede sig til Folketinget, fundet stærkere og stærkere modstand, og under de langtrukne finanslovsforhandlinger i foråret 1897 viste det sig meget vanskeligt for ministeriet at nå et resultat af dets mæglingsforsøg. Langt om længe nåede det en overenskomst med Folketinget, men denne fandt ikke tilslutning i Landstinget, og ministeriet måtte da træde tilbage 23. maj 1897.

## Senere virke
Ved de begivenheder, der havde ført hertil, var der indtrådt en ulægelig spaltning mellem Reedtz-Thott og de få højremænd i Landstinget, som stod ham nær, og Landstingets egentlige højreflertal, og denne spaltning trådte tydelig frem, da det ny hørringske mæglingsministerium i foråret 1900 var blevet afløst af et udpræget højreministerium under Hannibal Sehested. Med dette kom det snart til åben strid, da Reedtz-Thott og hans gruppe havde sluttet sig til den i Folketingets skattekommission i sommeren 1900 opnåede overenskomst angående skattelovene mellem Venstre og kommissionens to højremedlemmer, og følgen blev dannelsen af en selvstændig højregruppe i Landstinget, det senere Frikonservative parti, i hvilket Reedtz-Thott kom til at indtage en indflydelsesrig stilling. Han tog 1903 vigtig del i behandlingen af de kirkelige lovforslag og af forslaget om almenskoler var formand og ordfører for de pågældende udvalg, og ligeledes i samlingerne 1906-07 og 1907-08 i behandlingen; af forslagene om spirituosas beskatning og om arveafgiften, hvilke væsentlig ændredes i Landstinget, han var også der udvalgets formand og ordfører. Han blev 1902 medlem af Forsvarskommissionen og 1906 af kommissionen om Udenrigsministeriets og diplomatiets ordning. Også havde han 1904-07 sæde i Det kirkelige Udvalg og tog ivrig del i dets forhandlinger. 1910 nægtede han at modtage genvalg til Landstinget. Fra 1887 indtil kort før sin død var Reedtz-Thott forstander for Herlufsholm Skole og Gods. 1897 udnævntes han ved sin afgang fra, konsejlspræsidiet til gehejmekonferensråd, tidligere var han blevet Storkorsridder af Dannebrog og ved sin afgang som forstander fra Herlufsholm til Ridder af Elefanten (30. oktober 1923). 22. marts 1912 blev der rejst en mindestøtte på Gavnø i anledning af, at Reedtz-Thott havde besiddet baroniet i 50 år.
Tage Reedtz-Thott døde i 1923 og er begravet på Vejlø Kirkegård. Han blev viet d. 4. maj 1864 i Holmens Kirke til Elisabeth Adelgunde von Bülow (1841-1909).

## Bestyrelsesarbejde
- Forstander for Herlufsholm (1887-1923)
- Formand i bestyrelserne for Foreningen til udgivelse af Danmarks Adels Aarbog og Faxe Jernbane
- Medlem af bestyrelsen for De Danske Sukkerfabrikker, Det Store Nordiske Telegrafselskab og Faxe Kalkbrud

Tidligere havde han været:
- Medlem af Fængselsmedhjælpernes bestyrelse
- Formand i repræsentantskabet for Landbygningernes alm. Brandforsikring 1886-1891
- Formand for Godsejerforeningen indtil 1894

## Hædersbevisninger
- Hofjægermester 1864
- Kammerherre 1874
- Gehejmekonferensråd 1897
- Ridder af Dannebrogordenen 1875, Dannebrogsmand 1887, Kommandør af 2. grad 1892, af 1. grad 1893, Storkors 1896, i brillanter 1915

| Ridder af Elefanten Storkorsridder af Dannebrog med bryststjerne i brillanter Dannebrogsmand Erindringstegn om deres majestæters kong Christian IX’s og dronning Louise guldbryllup. | Belgisk Leopolds orden Græske Frelserens Orden Italienske St. Mauritius og St. Lazarus orden Japanske Opgående sols orden - Mecklenburgske husorden af den vendiske krone Russiske Hvide Ørns orden Svenske Nordstjerne orden Spanske Carl den III’s orden Østrigske Leopolds orden |